# Stéréo-cinéma
Le Stéréo-cinéma est une invention française d’Émile Reynaud brevetée en 1907. Il s’agit d’un appareil optique donnant l’illusion d’un mouvement en relief et fonctionnant sur le principe de la compensation optique. 

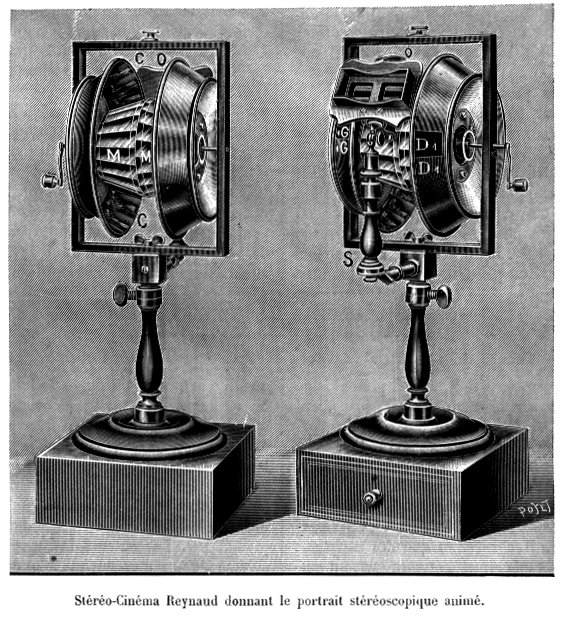
Le Stéréo-Cinéma d'Émile Reynaud, gravure de Louis Poyet dans La Nature (1908).

## Description
L’ensemble de l’appareil reprend le principe du Praxinoscope mais disposé verticalement et dont les éléments sont doublés (pour l’œil droit et pour l’œil gauche). Les sommets des deux prismes de miroirs sont opposés et le tout tourne sur le même axe. Les tambours et les miroirs sont inclinés de façon à créer un intervalle permettant d’intégrer un oculaire pour le spectateur. Des repères sur les bandes et sur les tambours permettent de disposer correctement les bandes. Le tout est fixé sur un pied. Une manivelle permet d’effectuer la rotation.
Il n’existe qu’un seul exemplaire de cet appareil conservé au musée des Arts et Métiers (Secteur communication, appareil désigné praxinoscope binoculaire stéréoscopique)